# Krzysztof Stasierowski
Krzysztof Stasierowski (ur. 14 kwietnia 1950)  – wokalista i aktor musicalowy. Absolwent Studium Wokalno-Aktorskiego przy Teatrze Muzycznym im. Danuty Baduszkowej w Gdyni.
Zadebiutował w 1969 roku w musicalu Jerzego Abratowskiego oraz Krzysztofa Komedy „Wygnanie z raju”. Był także polskim Valjeanem w koncercie galowym Les Misérables z okazji 10 rocznicy premiery angielskojęzycznej wersji musicalu.

## Filmografia
- 1977: Znak orła (odc. 9)
- 1984: Smażalnia story
- 1985: Medium
- 1986: Tulipan (odc. 1)
- 1993: Czterdziestolatek. 20 lat później − ojciec Kiki (odc. 4)
- 1995: Awantura o Basię
- 1996: Awantura o Basię (serial, odc. 10)
- 2002−2003: Lokatorzy − kelner (odc. 121); policjant (odc. 139); lekarz (odc. 156 i 182)
- 2002−2010: Samo życie − Powałka, mieszkaniec Łeby
- 2003−2004: Sąsiedzi − Tomek (odc. 25); okulista (odc. 54)
- 2006: Faceci do wzięcia − lekarz (odc. 5 i 11)
- 2012: Na dobre i na złe − pan Mariusz (odc. 490)
- 2012: Krew z krwi − mężczyzna w barze Roty (odc. 1 i 7)
- 2012: Komisarz Blond i Oko sprawiedliwości − rosyjski generał
- 2012: Wszystko przed nami − antykwariusz (odc. 41)
- 2013: Prawo Agaty − ksiądz (odc. 39)